# Gian Luigi Macina
Gian Luigi Macina (ur. 17 grudnia 1963) – sanmaryński lekkoatleta specjalizujący się w biegach długodystansowych, szczególnie w maratonie. Uczestnik dwóch igrzysk olimpijskich (Barcelona 1992 i Sydney 2000). Podczas mistrzostw świata (Tokio 1991) zajął 25. lokatę w biegu maratońskim, co jest najlepszym miejscem wywalczonym przez sportowca z San Marino w historii tych zawodów.

## Igrzyska Olimpijskie
- Barcelona 1992 - maraton - 66. miejsce (2:30:45)[1]
- Sydney 2000 - maraton - 76. miejsce (2:35:42)[1]

## Igrzyska Śródziemnomorskie
- 2001 - maraton - 9. miejsce[3]

## Rekordy życiowe
- bieg na 1500 metrów – 4:02,6 (1986) rekord San Marino[2]
- bieg na 3000 metrów – 8:31,75 (1995) rekord San Marino[2]
- bieg na 5000 metrów – 14:43.5 (1996) rekord San Marino[2]
- bieg na 10 000 metrów – 30:45.4 (1992) rekord San Marino[2]
- półmaraton – 1:09:27[3]
- maraton – 2:21:19 (1999) rekord San Marino[2]
- bieg na 1500 metrów (hala) – 3:59,05 (1986) rekord San Marino[4]